# 悼倡后
悼倡后（とうしょうこう、? - 紀元前228年）は、趙の悼襄王の夫人で、幽繆王の母。姓名は不詳。

## 生涯
邯鄲の倡出身であったが、最初にとついだ婚家の一族を混乱させて、寡婦となった。その美しさが悼襄王の目に留まり、王は彼女をめとろうとした。李牧がこのことを諫めたが、王は聞き入れず、彼女を迎えた。
その後、倡は入内して姫となり、公子遷（後の幽繆王）を生んだ。だが、さきに悼襄王の王后の生んだ子の公子嘉が太子となっていた。倡姫は悼襄王の寵愛を受けていたことから、ひそかに王后と公子嘉のことを王に讒言し、人を使って公子嘉を罪に陥れた。悼襄王は公子嘉を廃嫡し、公子遷を太子に立て、王后を廃位して倡姫を后に立てた。
紀元前236年、悼襄王が死去し、公子遷が趙王として即位した。これが幽繆王である。
紀元前229年、倡后は幽繆王に讒言し、李牧を殺害させた。倡后は悼襄王の兄の春平侯と私通し、秦の賄賂を受け取っていた。
紀元前228年、秦軍が邯鄲を陥落させ、幽繆王は捕らえられた。趙の大夫たちは、倡后が公子嘉を誣告したことや李牧を殺させたことを恨んでいたため、倡后を殺してその家を滅ぼし、公子嘉（代王嘉）を代で擁立した。
紀元前222年、代王嘉が秦軍に捕らえられ、趙は完全に滅亡することになった。